# Arsénio José Filipe
Arsénio José Filipe (* 24. August 1885 in São Mamede (Lissabon), Portugal) war ein portugiesischer Bauzeichner, politischer Aktivist und Anarchosyndikalist.
Filipe verübte in den 1920er-Jahren in Lissabon unzähligen Bombenattentaten. Darunter war ein versuchter Anschlag auf Alfredo da Silva, den Chef des Companhia União Fabril (CUF). Schließlich wurde er zunächst auf die Azoren nach Angra do Heroísmo,  dann nach Kap Verde und Portugiesisch-Guinea (1925) und schließlich 1927 nach Portugiesisch-Timor verbannt. In der Kolonie wurde er dreimal auf das als Gefängnisinsel dienende Atauro verbracht. Zweimal wegen Dynamitfischerei und einmal wegen einer Schlägerei mit dem Chauffeur des Gouverneurs in Suai. Auch Arsénios Bruder José Filipe, ein Gewerkschaftler und Bombenbauer, wurde nach Timor deportiert.
Während der japanischen Besatzung (1942–1945) schloss sich Filipe den australischen Soldaten an, die in Portugiesisch-Timor gegen die Japaner kämpften. Er führte eine der Guerillaeinheiten. Ende 1942 brannten die Japaner das Dorf nieder, in dem Filipes Familie lebte und massakrierten die Bewohner. Filipes timoresische Frau kam ums Leben. Deren 13-jähriger Tochter Natalina Ramos Filipe Horta gelang die Flucht in die Berge. Sie wurde später nach Australien evakuiert, wo sich bereits ihr Vater befand. Auf der Überfahrt lernte sie den Deportierten Francisco Horta kennen. Die beiden heirateten später. Aus der Ehe ging unter anderem José Ramos-Horta hervor, der spätere Friedensnobelpreisträger und Staatspräsident Osttimors.
Die Filipes wurden, wie viele andere evakuierte Zivilisten, im ehemaligen Militärcamp Bobs Farm untergebracht. Die Lebensbedingungen dort waren katastrophal, auch aus australischer Sicht. Arsénio José Filipe galt als Unruhestifter. Wegen ihm und ein paar anderen Aktivisten kam unter den Deportierten der Slogan auf „in Australien sind alle gleich!“ Am 27. April kam es im Lager zu Tumulten. Im Esssaal kam es zum Streit zwischen den verschiedenen politischen Gruppen unter den Evakuierten. Die Deportados bewaffneten sich mit Messern. 
Im Sommer 1943 wurden die Internierten aufgeteilt. 170 von ihnen wurden nach Armidale und Marysville geschickt, um dort zu arbeiten. Einige kehrten in August/September zurück. Am 14. September riefen Anarchisten zu einer Kundgebung auf. Daraufhin wurden die beiden Rädelsführer Arsénio José Filipe und Amadeo Neves von der Lagerleitung nach Newcastle verlegt, wo sie im Haus der Heilsarmee arbeiten mussten. Am 23. September wurden die zwei und zwölf weitere Deportados in das Liverpool Camp in Sydney verlegt. Dort mussten sie die roten Jacken Kriegsgefangener tragen. Später kamen weitere Gruppen dazu, darunter João Filipe. Im Januar und Februar 1944 traten 27 Insassen des Liverpool Camps zweimal in einen Hungerstreik, um ihre Freilassung zu erwirken. Daraufhin wurde Arsénio José Filipe mit einigen anderen auf die Minimba Farm bei Singleton verlegt, João Filipe und elf weitere in das Internierungscamp von Tatura. Nach Kriegsende kehrten die Filipe-Brüder am 27. November 1945 an Bord der Angola von Newcastle nach Dili zurück.